# Alessandra Torresani
Alessandra Olivia Torresani, ou Toreson, née le 29 mai 1987 à Palo Alto en Californie, est une actrice américaine.

## Biographie
Avant d'être actrice, Alessandra Torresani faisait de la danse et du chant à l'âge de deux ans.[réf. nécessaire]Ses débuts à la télévision commence réellement à partir de ses neuf ans lorsqu'elle réalise des entrevues pour Kids' WB Club diffusé entre les dessins animés pour la station WB de San Francisco.[réf. nécessaire] Elle fait ensuite de multiples apparitions dans plusieurs séries dont La Guerre des Stevens près de Shia LaBeouf, ou encore JAG, Urgences, La Guerre à la maison, Malcolm, Arrested Development et plus récemment Terminator : Les Chroniques de Sarah Connor, Les Experts entre autres.
En mai 2008, Alessandra Torresani est entrée dans le casting de la série télévisée de science-fiction de Ronald D. Moore, David Eick et Remi Aubuchon intitulée Caprica,. Elle incarne Zoe Graystone, la fille de Daniel (Eric Stoltz) et Amanda Graystone (Paula Malcomson).
De 2011 à 2013 elle incarne Haley dans la web-série Husbands au côté de Sean Hemeon et Brad "Cheeks" Bell.
En 2016, elle joue dans quatre épisodes de la saison 9 de The Big Bang Theory.

## Filmographie

### Cinéma

#### Court métrage
- 2010 : Annie Goes Boating : Annie
- 2015 : The Pinhole Effect : Ella

#### Long métrage
- 1999 : Une fille qui a du chien (Lost and Found) : fille du parc
- 2000 : Le bébé s'est envolé (Baby Bedlam) : Becky
- 2000 : Mad Song : Alex
- 2012 : Playback (en) de Michael A. Nickles : Brianna Baker
- 2012 : A Green Story : Maria
- 2013 : The Moment (en) de Jane Weinstock : Emma
- 2013 : Black Rapunzel : styliste aux cheveux noir
- 2014 : Acid Girls : Aleks
- 2015 : Car Dogs : Sheri
- 2016 : Outlaws : Alessandra
- 2017 : Step Sisters : Amber

### Télévision

#### Téléfilm
- 1999 : Au fil de la vie (My Last Love) de Michael Schultz : Emma
- 2003 : Newton de Lesli Linka Glatter : Holly Pryor
- 2004 : Le Triomphe de Jace (Going to the Mat) de Stuart Gillard : Mary Beth Rice
- 2006 : Grand Union de Gary Halvorson : Meaghan McBride
- 2008 : American Campers (Happy Campers) de Daniel Waters : Dylan Dixon
- 2011 : Circling the Drain de Tucker Gates : Olyve
- 2012 : Paranormal Initiation de Darin Scott : Daria

#### Série télévisée
- 1997 : KaBlam! (en) (saison 2, épisode 03 : Cramming Cartoons Since 1627) : (segment "The Brothers Tiki") (voix)
- 1998 : Urgences (ER) (saison 5, épisode 06 : Pot de colle) : Kate
- 1999 : Working (en) (saison 2, épisode 13 : The Prodigy) : Tiffany
- 2000 : Popular (saison 2, épisode 02 : L'Invasion des poupées) : Emily Dick / Emma Dick
- 2000 : La Guerre des Stevens (Even Stevens) (saison 1, épisode 16 : Délicieux Louis) : Mimi Nagurski
- 2001 et 2003 : Malcolm (Malcolm in the Middle) :
  - (saison 3, épisode 04 : La Petite Amie) : Sara Coleman
  - (saison 5, épisode 04 : Le Grand Chef) : Kirsten
- 2004 : JAG (saison 9, épisode 21 : Du sang à la Une) : Susan Smithfield
- 2004 : Arrested Development (saison 1, épisode 22 : Le Secret de papa, première partie) : Ann Veal
- 2004 : Parents à tout prix (Grounded for Life) (saison 5, épisode 07 : Travailler c'est du boulot !) : Carolyn
- 2005 : La Guerre à la maison (The War at Home) (saison 1, épisode 06 : Je veux qu'on m'aime) : Alison
- 2005 : Love, Inc. (en) (saison 1, épisode 15 : Major Dad) : Holly
- 2007 : Bones (saison 3, épisode 09 : La Magie de Noël) : Teenaged Girl Elf
- 2008 : Terminator : Les Chroniques de Sarah Connor (Terminator: The Sarah Connor Chronicles) (saison 1, épisode 03 : L’Origine du mal) : Jordan Cowan
- 2009 : Les Experts (CSI: Crime Scene Investigation) (saison 9, épisode 16 : Les Quatre Saisons) : Bree Lindale
- 2009 - 2010 : Caprica (18 épisodes) : Zoe Graystone
- 2011 : Warehouse 13 (saison 3, épisode 09 : Ombres) : Megan
- 2011 : American Horror Story : Stephanie Boggs
  - (saison 1, épisode 05 : Halloween, deuxième partie)
  - (saison 1, épisode 06 : Monsieur le porc)
- 2011 - 2013 : Husbands (en) (8 épisodes) : Haley
- 2014 : Mon oncle Charlie (Two and a Half Men) (saison 12, épisode 04 : Helen est intemporelle) : Kathy
- 2015 : Workaholics (saison 5, épisode 01 : Dorm Daze) : Crystal
- 2015 : The Fosters : Brooke
  - (saison 3, épisode 08 : Daughters)
  - (saison 3, épisode 09 : Idyllwild)
- 2016 : Lucifer (saison 1, épisode 10 : Pops) : Naomi Austen
- 2016 : The Big Bang Theory : Claire
  - (saison 9, épisode 14 : Meemaw s'en va en guerre !)
  - (saison 9, épisode 15 : La Submersion de Valentino)
  - (saison 9, épisode 18 : Détournement de brevet)
  - (saison 9, épisode 22 : Bernadette va déguster)
  - (saison 10, épisode 14 : Le décodeur d'émotions)
- 2020 : Batwoman (saison 1, épisode 14 : Les blessures du passé) : Duela Dent